# Hipertròfia ventricular esquerra
La hipertròfia ventricular esquerre (HVE) és l'engrossiment del múscul cardíac del ventricle esquerre, és a dir, la hipertròfia ventricular del costat esquerre.

## Causes
Tot i que la hipertròfia ventricular es produeix de manera natural com a reacció a l'exercici aeròbic i l'entrenament de força, amb més freqüència es coneix com una reacció patològica a una malaltia cardiovascular o a la pressió arterial alta. És un aspecte de la remodelació ventricular.
Tot i que l'HVE en si no és una malaltia, normalment és un marcador de la malaltia que afecta el cor. Els processos de malaltia que poden causar HVE inclouen qualsevol malaltia que augmenti la postcàrrega contra la qual s'ha de contraure el cor i algunes malalties primàries del múscul del cor. Les causes de l'augment de la postcàrrega que poden causar HVE inclouen l'estenosi aòrtica, la insuficiència aòrtica i la hipertensió. Les malalties primàries del múscul del cor que causen HVE es coneixen com a miocardiopaties hipertròfiques, que poden provocar insuficiència cardíaca.
La insuficiència mitral de llarga durada també condueix a l'HVE com a mecanisme compensatori.
Els gens associats inclouen l'osteoglicina (OGN).